# Novena ola
La novena ola (ruso: Девятый вал) es una de las obras más conocidas e impresionantes del pintor ruso de origen armenio Iván Aivazovski, fue pintada en 1850.

## Descripción
Representa el mar después de la tormenta en la noche y a siete náufragos tratando de salvarse agarrados de los restos de un barco. El nombre hace alusión a la tradición marinera que atribuía a la novena ola de la tempestad el efecto más destructivo.
La pintura tiene tonos cálidos en los que el mar parece no ser tan amenazante y dar una oportunidad a la gente para sobrevivir. 
Aivazovski se caracteriza por sus pinturas sobre temas marinos y navales, cuyos ingredientes comunes son la luz, la fuerza de las olas y la espectacularidad del mar con todo su realismo pero también por el espíritu romántico propio del siglo XIX.